# Richter kraft Auftrags
Zum Richter kraft Auftrags ernannt werden können Beamte für bis zu zwei Jahre, bevor sie zurückkehren in ihr Beamtenverhältnis oder zum Richter auf Lebenszeit ernannt werden, für sie gelten (abgesehen von der Bezeichnung) die Vorschriften für Richter auf Probe.

## Hintergrund und gesetzliche Regelungen
Die Ernennung zum Richter kraft Auftrags ist letztlich auf den Übergang vom Beamtenverhältnis zum Richterverhältnis auf Lebenszeit angelegt.
Berufsrichter können nur in ein Richterverhältnis auf Lebenszeit, auf Zeit, auf Probe oder kraft Auftrags berufen werden, dies ergibt sich aus § 8 des Deutschen Richtergesetzes (DRiG).
Zum Richter kraft Auftrags kann nach § 14 DRiG ein Beamter auf Lebenszeit oder auf Zeit ernannt werden, wenn er später als Richter auf Lebenszeit berufen werden soll. 

## Sicherstellung der Weisungsfreiheit und Unabhängigkeit
Die Besonderheiten des Richterverhältnisses liegen in der verfassungsrechtlich vorgeschriebenen Weisungsfreiheit und Unabhängigkeit der Richtertätigkeit nach Art. 97 des Grundgesetzes (GG). Das lässt es nicht zu, dass abgeordnete Beamte im weisungsgebundenen Beamtenverhältnis Recht sprechen. Deshalb sieht das Gesetz in den Paragrafen 8 und 14 DRiG für Beamte, die später als Richter auf Lebenszeit verwendet werden sollen, den Status des Richters kraft Auftrags vor. 
Mit der Ernennung des Beamten zum Richter kraft Auftrags wird ein neues, vom Beamtenverhältnis wesensverschiedenes Dienstverhältnis begründet. 
Um den verfassungsrechtlichen Anforderungen zu genügen, schreibt das Gesetz vor, dass für die Dauer des Richterverhältnisses kraft Auftrags die Rechte und Pflichten aus dem Beamtenverhältnis (mit Ausnahme der Pflicht zur Amtsverschwiegenheit und des Verbots der Annahme von Geschenken) von Gesetzes wegen ruhen, so § 15 Absatz 1 Satz 3 DRiG. Sein bisheriges Amt kann und darf der Beamte so lange nicht weiterführen, wie er als Richter Aufgaben der rechtsprechenden Gewalt wahrnimmt, § 4 Absatz 1 DRiG. 
Formal behält der Richter kraft Auftrags aber sein bisheriges Amt: Seine Besoldung und Versorgung bestimmen sich nach diesem Amt, nicht nach dem im Auftragswege übertragenen Richteramt, die Dienstbezüge zahlt der Dienstherr des Richterverhältnisses, § 15 Absatz 2 DRiG.

## Zeitliche Begrenzung
Insgesamt sichern die Regelungen zwar die sachliche Unabhängigkeit (Weisungsfreiheit) des Richters kraft Auftrags, lassen jedoch die persönliche Unabhängigkeit wie beim Richter auf Lebenszeit fehlen, sodass keine vollständige Unabhängigkeit des Richters kraft Auftrags im Sinne von Artikel 97 GG besteht.
Deshalb ist nach § 16 Absatz 1 Satz 1 DRiG ein Richter kraft Auftrags spätestens zwei Jahre nach seiner Ernennung zum Richter kraft Auftrags zum Richter auf Lebenszeit zu ernennen oder einem Richterwahlausschuss zur Wahl zum Richter auf Lebenszeit vorzuschlagen. Lehnt der Richter die Ernennung ab, so endet nach § 16 Absatz 1 Satz 2 DRiG das Richterverhältnis kraft Auftrags.

## Statistik
| Stichtag          | Richter kraft Auftrags | alle Berufs- Richter | Anteil | Quelle |
| ----------------- | ---------------------- | -------------------- | ------ | ------ |
| 31. Dezember 2022 | 121                    | 22.008               | 0,55 % | [ 1 ]  |
| 31. Dezember 2020 | 123                    | 21.942               | 0,56 % | [ 2 ]  |
| 31. Dezember 2018 | 125                    |                      | 0,59 % | [ 3 ]  |

Am Jahresende jeden geraden Jahres wird nach Vollzeitäquivalenten die Richterstatistik erhoben.
Am Jahresende der Jahre 2018, 2020 und 2022 waren 120 bis 130 Richter kraft Auftrags ernannt.
Dies entspricht zwischen 0,5 und 0,6 Prozent der gesamten Richterschaft.

## Bezeichnung
Nach § 19a Absatz 2 DRiG führen Richter kraft Auftrags während der Dauer ihrer richterlichen Tätigkeit im Dienst die Bezeichnung Richter mit einem das Gericht bezeichnenden Zusatz, also z. B.
- Richterin am Amtsgericht
- Richter am Arbeitsgericht
- Richterin am Sozialgericht
- Richter am Verwaltungsgericht
- Richterin am Landgericht
- Richter am Finanzgericht

Im Gegensatz zum Richter auf Probe, der an dem fehlenden Zusatz des Gerichts erkennbar ist, 
ist der Richter kraft Auftrags an seiner Bezeichnung nicht erkennbar.